# Balkanska pot
Balkanska pot (tudi zahodnobalkanska pot) je koridor, na katerem potekajo nezakonite migracije, na območju Albanije, Bosne in Hercegovine, Črne gore, Kosova, Severne Makedonije in Srbije. Celotna regija ima tu vlogo vozlišča med državami Evropske unije ter državami Bližnjega vzhoda in Afrike. Koridor je eden glavnih migracijskih koridorjev v Evropi, največ prihodov v EU preko tega koridorja so zabeležili leta 2015. Za migrante, ki so v državo članico EU prispeli preko balkanske poti, je značilno, da jo zapustijo in odidejo v drugo državo članico EU. Od leta 2019 se število migrantov na tem koridorju znova povečuje. Državi, ki sta najbolj izpostavljeni temu toku, sta Hrvaška in Madžarska, ki sta prejeli sredstva instrumenta za predpristopno pomoč ter osebje in infrastrukturo agencije Frontex.
Leta 2015 je bilo zaznanih 764.033 nezakonitih prečkanj meje, kar predstavlja šestnajstkratno povečanje od leta 2014. Migracije po balkanski poti je povzročil prihod migrantov v Grčijo, ki so se nato poskušali prebiti severno po Balkanskem polotoku. Največ migrantov je bilo Sirijcev, Iračanov ter Afganistancev. Leta 2016 je bilo zabeleženih 130.325 nezakonitih prečkanj meje. Zaradi ukrepov na državnih mejah ter v Egejskem morju je število nezakonitih prehodov upadlo z januarskih 67.000 na decembrskih 1400. Leta 2017 je bilo zabeleženih 12.179 nezakonitih prečkanj meje, demografsko pa so bili migranti podobni tistim na vzhodnosredozemski poti. Leta 2018 se je število nezakonitih prečkanj meje prepolovilo na 5.869 prečkanj. Migranti so bili predvsem Pakistanci in Afganistanci, podobno kot na vzhodnosredozemski poti. Število nezakonitih prečkanj meje se je leta 2019 potrojilo do skupno 15.152, več kot polovico zaznanih se je zgodilo v drugi polovici leta. Med migranti so prevladovali Afganistanci, Sirci, Iranci, Iračani ter Turki. Leta 2020 je bilo zabeleženih 26.969 prehodov meje, največ migrantov je bilo Sirijcev, močno povečalo pa se je število migrantov iz severnoafriških držav. Leta 2021 je bila balkanska pot druga najbolj pogosta pot prihoda nezakonitih migrantov v države članice EU, število prihodov pa se je podvojilo na 61.735 ljudi, migrante pa so predstavljali predvsem ljudje, ki so se na območju zadrževali že dalj časa. Leta 2022 je bilo na balkanski poti zabeleženih 145.600 nezakonitih prečkanj meje, kar predstavlja 136 % porast. Migranti so bili predvsem Sirci, Afganistanci in Turki, porastlo pa je tudi število migrantov iz Tunizije, Burundija in Indije. Leta 2023 je število zaznanih migrantov upadlo za 31 % na 99.000, tok pa je spremenil smer s srbske meje na hrvaško-bosansko mejo, kjer so zaznali 80 % porast. Migranti so bili predvsem Sirci, Afrganistanci in Turki.
Balkanska pot se sicer lahko nanaša tudi na mamilarske tihotapske poti, preko katerih se v mešanici legalne in nelegalne trgovine iz držav Srednje Azije nato preko Turčije v Evropo tihotapijo opiati, v obratno smer pa sintetične droge. Za Slovenijo je najpomembnejša t.i. srednjebalkanska pot, ki od Turčije poteka preko Bolgarije in nato republike nekdanje Jugoslavije.